# Wettsteinina engadinensis
Wettsteinina engadinensis är en svampart som beskrevs av E. Müll. 1950. Wettsteinina engadinensis ingår i släktet Wettsteinina, ordningen Pleosporales, klassen Dothideomycetes, divisionen sporsäcksvampar och riket svampar.   Inga underarter finns listade i Catalogue of Life.